# 戸田光昭
戸田 光昭（とだ みつあき、1935年12月14日 - 2011年2月3日）は、日本の図書館学者。駿河台大学名誉教授。専攻は図書館情報学。

## 略歴
東京生まれ。1961年に慶應義塾大学文学部を卒業する。同年に日産自動車へ入社し、総務部調査課などで図書・資料管理、文書管理、社史編纂などを行う。1986年に同社を退職し、1987年から姫路獨協大学附属図書館事務室長・副館長となり、1989年に同大学一般教育部教授に就任する。1994年に駿河台大学文化情報学部教授となり、教務委員長、就職部長、文化情報学部長などを歴任した。2006年に定年退職し名誉教授となる。
2011年2月3日、膵臓癌のため東京都渋谷区の病院で死去。75歳没。

## 著書
- 『資料室活動はいかにあるべきか』（共著,専門図書館協議会, 1975年）
- 『技術レポートの書き方(4)社内技術情報の伝え方』（単著,日本能率協会, 1976年）
- 『学術雑誌』（共著,日本図書館協会,1976年）
- 『情報サロンとしての専門図書館』（単著,農林水産技術会議事務局企画調査課, 1992年）
- 『情報サロンとしての図書館』（単著,勁草書房, 1993年）
- 『専門資料論』（編著,樹村房, 1998年/2002年）
- 『情報管理入門』（編著,情報科学技術協会, 1999年）
- 『図書館利用教育ハンドブック』（編著,日本図書館協会, 2003年）